# Leviște, Sofia
Leviște (în bulgară Левище) este un sat în comuna Svoghe, regiunea Sofia,  Bulgaria. 

## Demografie
Componența etnică a satului Leviște
     Bulgari (100%)
     Nicio identificare (0%)
     Altele (0%)
La recensământul din 2011, populația satului Leviște era de 26 locuitori. Din punct de vedere etnic, toți locuitorii erau bulgari.